# Wedellsborg
Wedellsborg er en gammel sædegård, som nævnes første gang i 1295 og kaldt Husbygaard. Senere kaldt Iversnæs fra 1350 til 1672. Grevskabet Wedellsborg er oprettet i 1672 af rigsfriherre Wilhelm Friedrich von Wedell fra Stormarn i Tyskland. Gården ligger i Husby Sogn, Middelfart Kommune. Hovedbygningen er opført i 1500 og er stærkt ombygget i 1706 og 1920.
I 2006 foretoges for første gang arkæologiske udgravninger på det middelalderlige voldsted, som Wedellsborgs hovedbygninger ligger på. Undersøgelsen foran hovedbygningen påviste et ukendt stykke af voldgraven i to faser. Den ældste voldgrav var af ca. 3,6 m bredde og antages at være fra det ældste Iversnæs. Senere – fra senmiddelalder – etableres imidlertid en ny og kraftigere voldgrav, hvori blev fundet nedrammede egepæle og fletværk. Førstnævnte kan have båret en bro, mens sidstnævnte har holdt på voldgravens materialer.
I hovedbygningen findes en lur fra bronzealder. 
Der er ikke offentlig adgang til hovedbygningsområdet.
Wedellsborg Gods er på 3519,4 hektar med Billeskov, Sparretorn, Tybrind, Risbro, Torbenhøj og 6 små gårde.

## Ejere af Wedellsborg
- (1295-1330) Niels Hamundsen Litle
- (1330-1350) Anders Pedersen Stygge
- (1350-1390) Nicolaus Krummedige / Lyder Krummedige
- (1390-1418) Berneke Skinkel
- (1418-1449) Otto Bernekesen Skinkel
- (1449) Hilleborg Ottosdatter Skinkel gift Gyldenstierne
- (1449-1468) Knud Henriksen Gyldenstierne
- (1468-1517) Henrik Knudsen Gyldenstierne
- (1517-1540) Karen Bentsdatter Bille gift Gyldenstierne
- (1540-1562) Mogens Henriksen Gyldenstierne / Knud Henriksen Gyldenstierne / Christopher Henriksen Gyldenstierne
- (1562-1604) Henrik Christophersen Gyldenstierne
- (1604-1610) Gabriel Christophersen Gyldenstierne
- (1610-1622) Niels Henriksen Gyldenstierne
- (1622-1642) Hans Johansen Lindenov
- (1642-1659) Hans Hansen Lindenov
- (1659-1664) Elisabeth Augusta Munk gift Lindenov
- (1664) Christian Urne
- (1664-1666) Hannibal Sehested
- (1666) Christiane Sophie Hannibalsdatter Sehested gift von Wedell
- (1666-1706) Wilhelm Friedrich lensgreve Wedell
- (1706-1708) Hannibal lensgreve Wedell
- (1708-1725) Anne Catharine Christiansdatter Banner gift Wedell
- (1725-1759) Christian Gustav lensgreve Wedell
- (1759-1766) Hannibal lensgreve Wedell
- (1766-1817) Ludvig Frederik lensgreve Wedell
- (1817-1828) Hannibal Wilhelm lensgreve Wedell
- (1828-1882) Carl Wilhelm Adam Sigismund lensgreve Wedell
- (1882-1883) Julius Wilhelm Georg Ferdinand lensgreve Wedell
- (1883-1920) Wilhelm Carl Joachim Ove Casper Bendt lensgreve Wedell
- (1920-1959) Julius Carl Hannibal lensgreve Wedell
- (1959-1982) Charles Bendt Mogens Tido lensgreve Wedell
- (1982-) Bendt Hannibal Tido lensgreve Wedell

55°22′2.43″N 9°49′12.45″Ø / 55.3673417°N 9.8201250°Ø